# Shane Lowry
Shane Lowry, född 2 april 1987, är en irländsk professionell golfspelare. Han har bland annat stått som segrare i The Open Championship 2019.